# Listrocerum maynei
Listrocerum maynei là một loài bọ cánh cứng trong họ Cerambycidae.